# Metamaterial
Metamateriál je umetno ustvarjena snov z nenavadnimi fizikalnimi lastnosti, ki jih ne najdemo v naravi. Te lastnosti so praviloma posledica same periodične strukturiranosti snovi. 
Večina raziskav je posvečena metamaterialom, v katerih so vrednosti dielektričnosti in magnetne permeabilnosti na danem frekvenčnem pasu negativne. Na ta način torej lahko ustvarimo snovi z negativnim lomnim količnikom.
Potencialna uporaba  metamaterialov je v izgradnji superleč (tj. leč s prostorsko ločljivostjo manjšo od valovne dolžine svetlobe), zakrivanju predmetov, raznih novih senzorjih in izboljšanih sončnih celicah. Poleg elektromagnetnih metamaterialov poznamo tudi akustične in seizmične metamateriale, s katerimi želimo zmanjšali rušilne učinke potresov.

## Zgradba
Lastnosti snovi, kot so dielektričnost in magnetna permeabilnost ter tudi lomni količnik, so posledice odziva atomov na električno in magnetno polje. Te količine opisujejo povprečni odziv množice atomov na zunanje polje in jih zato lahko uporabimo le pri valovnih dolžinah elektromagnetnega valovanja, ki so precej večje od medatomske razdalje v snovi.
Pri izdelavi metamateriala se poslužimo enake zamisli: sestavljen naj bo iz zaporedja elementov, ki so mnogo manjši od izbrane valovne dolžine elektromagnetnega valovanja. Za področje vidne svetlobe to pomeni, da morajo biti elementi precej manjši od ~ 500 nanometrov, v mikrovalovnem področju pa so lahko reda velikosti centimetrov. Optične metamateriale tako dosežemo na primer z zlaganjem nanožic, nanocevk ali različnih prevodnih žičk v vrste periodičnih mrež.
V mikrovalovnem področju je zlaganje preprostejše, saj so posamezni elementi metamateriala lahko veliki nekaj milimetrov. Zgled takega metamateriala je vrsta električno prevodnih elementov, npr. kovinskih obročkov z režami (Split-Ring Resonator, SRR). Bakreni obročki z režami dajo želeno induktivnost, bakreni trakovi pa kapacitivnost. Ko take ploščice zložimo v mrežo, dobimo zaporedje majhnih kondenzatorjev in tuljav, ki tvorijo nihajne kroge. Po prehodu skozi resonanco realni del dielektričnosti postane negativen, prav tako tudi permeabilnost, in dobimo metamaterial z efektivnima negativnima dielektričnostjo in permeabilnostjo.
Izdelava metamaterialov v optičnem področju je precej težavnejša in za izdelavo potrebujemo posebno tehnologijo (npr. različne vrste litografije – fononsko, elektronsko, ionsko, ...). Ena izmed možnosti izdelave je prikazana na prvi sliki. Metamaterial je izdelan iz izmenjujočih si slojev prevodnika (srebro) in izolatorja (magnezijev fluorid) v obliki ribiške mreže. 3D struktura je bila v tem primeru izdelana z usmerjenim zbranim ionskim curkom, s katerim je možno izdelati strukture nanometrske velikosti. Ta metamaterial ima negativni lomni količnik za valovne dolžine večje kot 1,5 µm (IR valovanje). Nedavno so izdelali tudi že metamateriale z negativnim lomnim količnikom v optičnem območju.

## Negativni lom
Najbolj zanimiva tema raziskav na področju metamaterialov so materiali z negativnim lomnim količnikom. V naravi snovi z negativnim lomnim količnikom v področju vidne svetlobe še niso odkrili, uspeli pa so jih ustvariti v laboratorijih. Ti materiali prinašajo popolnoma nov koncept upravljanja s svetlobo – na primer izgradnjo superleč. To je posebna vrsta leč, ki lahko presežejo uklonsko mejo, ki omejuje današnje optične naprave.
V splošnem je lomni količnik definiran kot {\displaystyle n=\pm {\sqrt {\epsilon \mu }}}. Za običajne materiale (ko sta ε in µ pozitivna) po konvenciji izberemo pozitivni predznak. V metamaterialih pa sta lahko ε in µ negativna in za lomni količnik izberemo negativni predznak. Tudi v primeru, da je lomni količnik materiala negativen ({\displaystyle n<0}), velja običajni lomni zakon. Vendar zaradi negativnega predznaka dobimo drugačno pot žarkov, kot v običajnih snoveh.
Snovi z negativnim lomnim količnikom imajo zanimive lastnosti:
- lomni zakon ({\displaystyle n_{1}\ \sin \theta _{1}=n_{2}\ \sin \theta _{2}}) nam pove, da se bodo prepuščeni žarki lomili v nasprotno smer, kot v običajnih snoveh (saj je {\displaystyle n_{2}<0}).
- Dopplerjev pojav je obrnjen: ko se izvor premika proti opazovalcu, se frekvenca valovanja za opazovalca zniža.
- sevanje Čerenkova kaže v nasprotno smer kot v običajnih materialih.
- fazna hitrost kaže v nasprotno smer, kot se širi svetloba. V običajnih snoveh ima valovni vektor isto smer kot Poyntingov vektor, ki določa smer energijskega toka. Tako imata tudi fazna in skupinska hitrost isto smer. Če snovni konstanti ε in µ zamenjata predznak, magnetno polje v Maxwellovih enačbah zamenja smer, medtem ko se valovni vektor ohrani (svetloba se širi v isto smer). Valovni vektor ima tako nasprotno smer kot gostota energijskega toka in fazna hitrost ima nasproto smer od skupinske hitrosti.